# Zahida Manzoor, Baroness Manzoor

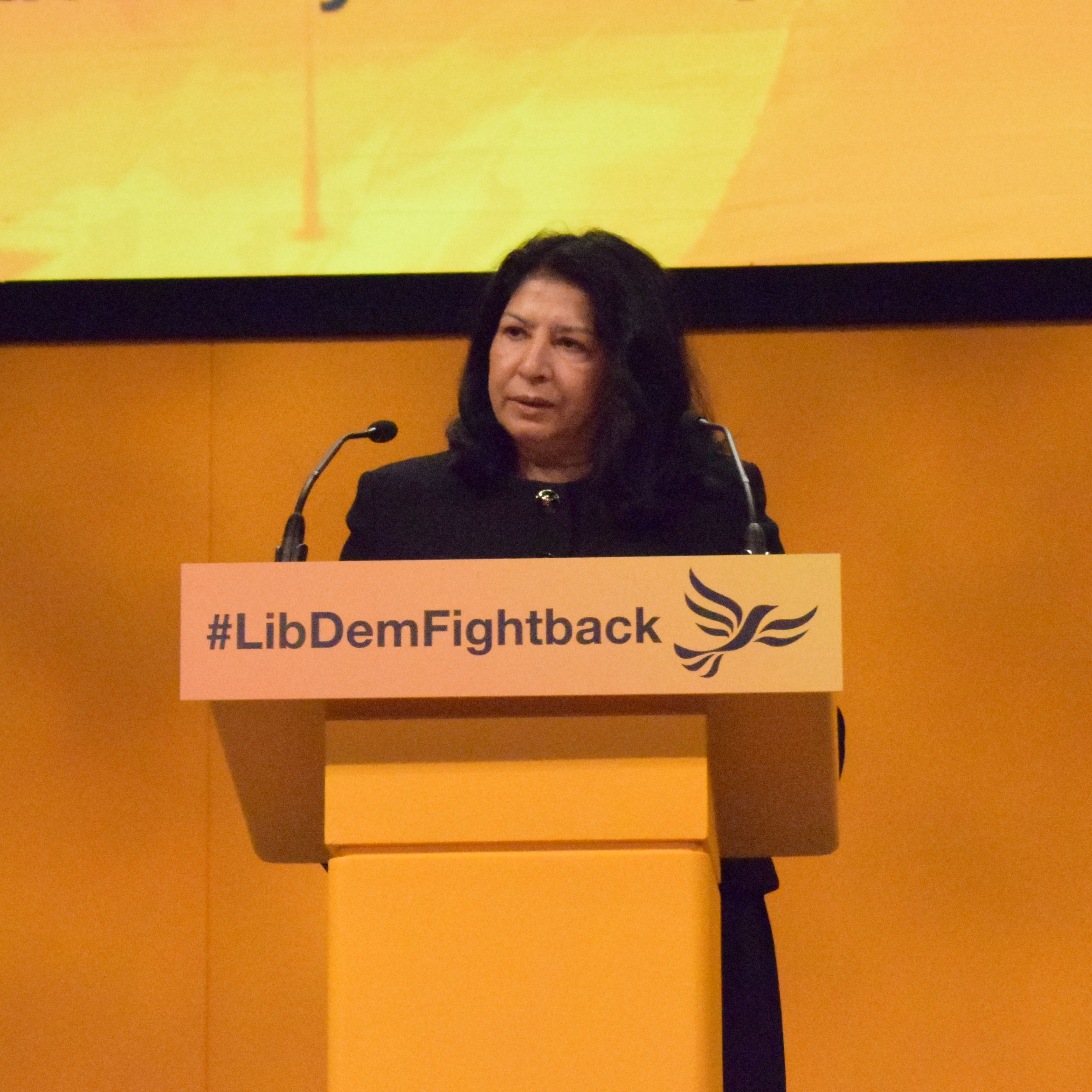
Zahida Manzoor, Baroness Manzoor, 2015

Zahida Parveen Manzoor, Baroness Manzoor CBE (geb. Ahmed, * 25. Mai 1958 in Rawalpindi, Pakistan) ist eine britische Geschäftsfrau und Politikerin.
Sie wurde in Rawalpindi, Pakistan als Tochter des Nazir Ahmed (Militärveteran und Geschäftsmann) und seiner Frau Mahroof Ahmed geboren, welche – als sie vier Jahre alt war – nach England einwanderte. Zuerst wurde sie Krankenschwester, um ab 1983 an der University of Leeds und 1989 mit dem MA der University of Bradford ihr Studium zu beenden. Sie wurde Lecturer, bevor sie im National Health Service ihre Karriere fortsetzen konnte.

## Karriere
Von 1992 bis 1997 war Manzoor Vorsitzende der Bradford Health Authority, bevor sie von 1997 bis 2001 zu einer von acht Regionalvorsitzenden der National Health Service (NHS) ernannt wurde. In dieser Funktion war sie für die Region North East England, North West England und Yorkshire verantwortlich, mit einem Budget von 3,5 Mrd. £ und für eine Bevölkerung von 6,3 Millionen Menschen. Gleichzeitig war sie Mitglied des Policy Board, des Verwaltungsrates des NHS.
Mitglied der englischen Kommission für Rassengleichheit ist sie seit 1993 und war (1993 bis 1995) ihre stellvertretende Vorsitzende. Seit 1999 ist sie für das Auswärtige Amt als unabhängige Gutachterin tätig. Von 1997 bis 2003 war sie als Treuhänderin im Vorstand der National Society for the Prevention of Cruelty to Children (Nationalen Gesellschaft zum Schutz von Kindern gegenüber Grausamkeiten (NSPCC)). Von 1996 bis 2003 war sie Mitgründerin und Direktorin der Intellisys Limited, einer Unternehmensberatung in Sachen Informationstechnologie. Im Jahr 1992 wurde sie vom Privy Council als Mitglied des Verwaltungsrates der Universität Bradford ernannt. 1991–1993 war sie Mitglied des Board of Governors der Sheffield Hallam University. 1990 bis 1996 war sie Regionaldirektorin des Common Purpose Charitable Trust. 
Von 2003 bis 2011 war sie als Legal Services Ombudsman (Schiedsmann) im öffentlichen Gesundheitsdienst für England und Wales zuständig für Einsprüche im Gesundheitswesen und direkt dem Parlament verantwortlich. Während dieser Zeit konnte sie erhebliche Verbesserungen im rechtlichen Status der Berufsverbände bewirken. Auch initiierte sie eine Untersuchung über die Handhabung von Personenschäden von Bergleuten, was zu erheblichen Entschädigungen zugunsten dieser Berufsgruppe führte.
2004 wurde sie vom Lord Chancellor zur Kommissarin für England und Wales ernannt, um in dieser Funktion als Oberhaupt einer Revisionsstelle gegenüber staatlichen Entscheidungen und deren Überwachung im Gesundheitsdienst zu fungieren. Dazu wurden dieser Stelle erhebliche Befugnisse eingeräumt, um eine Verbesserung der Beschwerden bzw. der Widersprüche gewährleisten zu können. Dazu dienten u. a. Geldstrafen von bis zu 1 Mio. £. In ihrer Amtszeit (bis April 2010) konnte sie zahlreiche Verbesserungen durchsetzen.
Am 6. September 2013 wurde sie als Life Peer mit dem Titel Baroness Manzoor, of Knightsbridge in the Royal Borough of Kensington and Chelsea, in den persönlichen Adelsstand erhoben und ist dadurch seither Mitglied des House of Lords. Ihre Einführung ins Parlament erfolgte am 10. Oktober 2013.
Sie ist seit 1984 mit Madassar Manzoor verheiratet und hat zwei Töchter.

## Auszeichnungen
- Ehrendoktor der Leeds Metropolitan University (2003)
- Ehrendoktor der University of Bolton (2003)
- Ehrendoktor Doctor of Science der University of Bradford (1999)
- CBE für ihre Mitarbeit im NHS und beim Race Relations (1998)[6]